# 중부로 (청주 괴산)
중부로(Jungbu-ro)는 충청북도 청주시 흥덕구 신촌동 옥산 교차로에서 진천군, 증평군을 거쳐 괴산군 연풍면 삼풍리 연풍IC 교차로를 잇는 충청북도의 도로이다.

## 연혁
- 2000년 10월 9일 : 괴산군 증평읍 연탄리 1.78km 구간 확장 개통, 기존 1.85km 구간 폐지[1]
- 2001년 9월 24일 : 진천군 초평면 용정리 310m 구간 개량 개통[2]
- 2002년 1월 18일 : 청원군 오창면 창리 ~ 송대리 1.6km 구간과 청원군 옥산면 남촌리 ~ 청주시 흥덕구 신촌동 4.3km 구간 확·포장 개통[3]
- 2002년 12월 23일 : 괴산군 칠성면 갈읍리 ~ 율지리 2.3km 구간 확장 개통, 기존 1.4km 구간 폐지[4]
- 2003년 5월 12일 : 충청북도 괴산군 증평읍 미암리 700m 구간 확장 개통[5]
- 2004년 11월 12일 : 증평군 증평읍 미암리 ~ 서부리 19.8km 구간 확장 개통[6]
- 2009년 2월 3일 : 괴산 ~ 연풍간 도로 제2공구 (괴산군 칠성면 태성리 ~ 연풍면 삼풍리) 8.63km 구간 확장 개통[7]
- 2009년 7월 6일 : 괴산 ~ 연풍간 도로 제1공구 (괴산군 칠성면 송덕리 ~ 태성리) 2.47km 구간 확장 개통[8]
- 2009년 7월 17일 : 2개 이상 시·군에 걸쳐 있는 도로로 중부로를 고시[9]
- 2012년 7월 13일 : 청원군 옥산면 신촌리 ~ 청주시 흥덕구 신촌동 3.51km 구간 개통, 청원군 오송읍 만수리 ~ 청주시 흥덕구 신촌동 신촌교 기존 지방도 구간 폐지[10]
- 2013년 7월 16일 : 괴산 ~ 연풍간 도로 1공구(괴산군 괴산읍 동부리 ~ 태성리) 8.0km 구간 확장 개통 및 기존 괴산군 칠성면 두천리 ~ 태성리 8.4km 구간 폐지[11], 충청북도 괴산군 괴산읍 동진 교차로 ~ 연풍면 연풍IC 교차로 구간 개통
- 2014년 11월 14일 : 진천 ~ 증평간 도로 2공구(진천군 초평면 용정리 용정 교차로 ~ 증평군 증평읍 연탄리 연탄 교차로) 11.4km 구간 확장 개통[12], 기존 11.9km 구간 폐지[13]

## 주요 경유지
충청북도
- 청주시 (흥덕구 (신촌동 · 옥산면) - 청원구 오창읍) - 진천군 초평면 - 증평군 증평읍 - 괴산군 (청안면 · 사리면 · 문광면 · 괴산읍 · 칠성면 · 연풍면)

## 노선
| 이름                                           | 접속 노선                                                                   | 소재지      | 소재지                                                     | 비고                                                           |
| ---------------------------------------------- | --------------------------------------------------------------------------- | ----------- | ---------------------------------------------------------- | -------------------------------------------------------------- |
| 옥산 교차로                                    | 지방도 제507호선 지방도 제696호선 (청주역로) 지방도 제508호선 (오송생명4로) | 청주시      | 흥덕구                                                     | 지방도 제508호선 구간                                          |
| 가락리                                         | 오송가락로                                                                  | 청주시      | 흥덕구 옥산면                                              | 지방도 제508호선 구간                                          |
| (국사2리)                                      | 국사길                                                                      | 청주시      | 흥덕구 옥산면                                              | 지방도 제508호선 구간                                          |
| (소로1리)                                      | 소로1길 오창제방길                                                          | 청주시      | 흥덕구 옥산면                                              | 지방도 제508호선 구간                                          |
| 엘지 교차로                                    | 과학산업2로 엘지로                                                          | 청주시      | 흥덕구 옥산면                                              | 지방도 제508호선 구간                                          |
| (까치말)                                       | 과학산업4로                                                                 | 청주시      | 흥덕구 옥산면                                              | 지방도 제508호선 구간                                          |
| 오창과학산업단지 교차로 (과학산업단지지하차도) | 지방도 제540호선 (오창대로)                                                 | 청주시      | 청원구 오창읍                                              | 지방도 제508호선 구간                                          |
| 송대리                                         | 과학산업2로                                                                 | 청주시      | 청원구 오창읍                                              | 지방도 제508호선 구간                                          |
| 괴정리                                         | 괴정2길                                                                     | 청주시      | 청원구 오창읍                                              | 지방도 제508호선 구간                                          |
| 창리사거리                                     | 국도 제17호선 지방도 제507호선 (공항로)                                     | 청주시      | 청원구 오창읍                                              | 지방도 제508호선 구간                                          |
| 장대교 학소교                                  |                                                                             | 청주시      | 청원구 오창읍                                              | 지방도 제508호선 구간                                          |
| 유리삼거리                                     | 두릉유리로                                                                  | 청주시      | 청원구 오창읍                                              | 지방도 제508호선 구간                                          |
| 화산삼거리                                     | 빛화산길                                                                    | 청주시      | 청원구 오창읍                                              | 지방도 제508호선 구간                                          |
| 여천삼거리                                     | 화산여천길                                                                  | 청주시      | 청원구 오창읍                                              | 지방도 제508호선 구간                                          |
| 증평 나들목                                    | 35호선 중부고속도로 여천3길                                                 | 청주시      | 청원구 오창읍                                              | 지방도 제508호선 구간                                          |
| 여암교                                         |                                                                             | 청주시      | 청원구 오창읍                                              | 지방도 제508호선 구간                                          |
| 진천군                                         | 초평면                                                                      |             |                                                            | 지방도 제508호선 구간                                          |
| 진천군                                         | 초평면                                                                      | 진암사거리  | 지방도 제511호선 (신대석성로)                              | 지방도 제508호선 구간                                          |
| 진천군                                         | 초평면                                                                      | 용기 교차로 | 국도 제34호선 (신초평로)                                   | 국도 제34호선 구간 지방도 제508호선 구간                       |
| 진천군                                         | 초평면                                                                      | 수의삼거리  | 구성로                                                     | 국도 제34호선 구간 지방도 제508호선 구간                       |
| 연탄교                                         |                                                                             | 증평군      | 증평읍                                                     | 국도 제34호선 구간 지방도 제508호선 구간                       |
| 연탄 교차로                                    | 국도 제34호선 (삼보로) 초평로                                               | 증평군      | 증평읍                                                     | 국도 제34호선 구간 지방도 제508호선 구간                       |
| 연천교                                         |                                                                             | 증평군      | 증평읍                                                     | 지방도 제508호선 구간                                          |
| (증평송산휴먼시아2단지)                        | 광장로                                                                      | 증평군      | 증평읍                                                     | 지방도 제508호선 구간                                          |
| 송산 교차로                                    | 송티로 송산로3길                                                            | 증평군      | 증평읍                                                     | 지방도 제508호선 구간                                          |
| 미암사거리                                     | 지방도 제508호선 (인삼로)                                                   | 증평군      | 증평읍                                                     | 지방도 제508호선 구간                                          |
| 화성 교차로                                    | 국도 제34호선 국도 제36호선 (충청대로)                                      | 증평군      | 증평읍                                                     | 국도 제34호선 구간                                             |
| 보강교 사곡과선교                              |                                                                             | 증평군      | 증평읍                                                     | 국도 제34호선 구간                                             |
| 사곡 교차로                                    | 사곡로                                                                      | 증평군      | 증평읍                                                     | 국도 제34호선 구간                                             |
| 청룡교 청룡1육교                               |                                                                             | 괴산군      | 청안면                                                     | 국도 제34호선 구간                                             |
| 청룡 교차로 (청룡2육교)                        | 청안읍내로                                                                  | 괴산군      | 청안면                                                     | 국도 제34호선 구간                                             |
| 방축교                                         |                                                                             | 괴산군      | 사리면                                                     | 국도 제34호선 구간                                             |
| 사리 교차로 (사리육교)                         | 모래재로                                                                    | 괴산군      | 사리면                                                     | 국도 제34호선 구간                                             |
| 사담교                                         |                                                                             | 괴산군      | 사리면                                                     | 국도 제34호선 구간                                             |
| 모래재                                         |                                                                             | 괴산군      | 사리면                                                     | 국도 제34호선 구간 해발 228m                                   |
| 수암 교차로 (수암육교)                         | 모래재로                                                                    | 괴산군      | 사리면                                                     | 국도 제34호선 구간                                             |
| 수암교 강천1교 강천2교                         |                                                                             | 괴산군      | 사리면                                                     | 국도 제34호선 구간                                             |
| 신촌 교차로 (신촌1교)                          | 지방도 제533호선 (이곡로)                                                   | 괴산군      | 사리면                                                     | 국도 제34호선 구간                                             |
| 화산교                                         |                                                                             | 괴산군      | 사리면                                                     | 국도 제34호선 구간                                             |
| 유평1터널                                      |                                                                             | 괴산군      | 사리면                                                     | 국도 제34호선 구간 괴산 방면 연장 430m 청주 방면 연장 425m     |
| 유평1터널                                      | 문광면                                                                      | 괴산군      |                                                            | 국도 제34호선 구간 괴산 방면 연장 430m 청주 방면 연장 425m     |
| 유평2터널                                      |                                                                             | 괴산군      | 국도 제34호선 구간 괴산 방면 연장 695m 청주 방면 연장 700m |                                                                |
| 문법1육교 문법2육교                            |                                                                             | 괴산군      | 국도 제34호선 구간                                         |                                                                |
| 대명 교차로 (대명1육교)                        | 읍내로                                                                      | 괴산군      | 국도 제34호선 구간                                         |                                                                |
| 동진천교                                       |                                                                             | 괴산군      | 국도 제34호선 구간                                         | 괴산읍                                                         |
| 서부 교차로 (서부육교)                         | 임꺽정로                                                                    | 괴산군      | 괴산 방면 진입 불가 청주 방면 진출 불가                    | 괴산읍                                                         |
| 괴산 교차로                                    | 국도 제37호선 국가지원지방도 제49호선 (상경로)                              | 괴산군      | 국도 제34, 37호선 구간 국가지원지방도 제49호선 구간        | 괴산읍                                                         |
| 수진육교                                       |                                                                             | 괴산군      | 국도 제34, 37호선 구간 국가지원지방도 제49호선 구간        | 괴산읍                                                         |
| 동부 교차로 (동부육교)                         | 문무로                                                                      | 괴산군      | 국도 제34, 37호선 구간 국가지원지방도 제49호선 구간        | 괴산읍                                                         |
| 동진 교차로 (동진육교)                         | 국도 제19호선 국도 제37호선 국가지원지방도 제49호선 (괴강로) 제월로         | 괴산군      | 국도 제34, 37호선 구간 국가지원지방도 제49호선 구간        | 괴산읍                                                         |
| 동진 교차로 (동진육교)                         | 국도 제19호선 국도 제37호선 국가지원지방도 제49호선 (괴강로) 제월로         | 괴산군      | 국도 제19, 34호선 구간                                     | 괴산읍                                                         |
| 동진교 괴강교                                  |                                                                             | 괴산군      |                                                            | 괴산읍                                                         |
| 검승 교차로                                    | 국도 제19호선 (충민로)                                                      | 괴산군      |                                                            | 괴산읍                                                         |
| 칠성 교차로                                    | 지방도 제525호선 (맹이재로)                                                 | 괴산군      | 칠성면                                                     | 국도 제34호선 구간                                             |
| 사평교                                         | 사곡길                                                                      | 괴산군      | 칠성면                                                     | 국도 제34호선 구간 괴산 방면 진입 불가 청주 방면 진출 불가     |
| 증전 교차로                                    | 도정로 비도길                                                               | 괴산군      | 칠성면                                                     | 국도 제34호선 구간                                             |
| 쌍곡1 교차로 (쌍곡1육교)                       | 연풍로                                                                      | 괴산군      | 칠성면                                                     | 국도 제34호선 구간 괴산 방면 진입 불가 청주 방면 진출 불가     |
| 쌍천1교                                        |                                                                             | 괴산군      | 칠성면                                                     | 국도 제34호선 구간                                             |
| 쌍곡2 교차로 (쌍천2교)                         | 지방도 제517호선 (연풍로)                                                   | 괴산군      | 칠성면                                                     | 국도 제34호선 구간 괴산 방면 진출 불가 청주 방면 진입 불가     |
| 태성1교 태성2교                                |                                                                             | 괴산군      | 칠성면                                                     | 국도 제34호선 구간                                             |
| 적석1터널                                      |                                                                             | 괴산군      | 칠성면                                                     | 국도 제34호선 구간 괴산 방면 연장 1,205m 청주 방면 연장 1,223m |
| 적석1터널                                      | 연풍면                                                                      | 괴산군      |                                                            | 국도 제34호선 구간 괴산 방면 연장 1,205m 청주 방면 연장 1,223m |
| 후동교                                         |                                                                             | 괴산군      | 국도 제34호선 구간                                         |                                                                |
| 입석 교차로 (입석교)                           | 입석길                                                                      | 괴산군      | 국도 제34호선 구간                                         |                                                                |
| 적석2터널                                      |                                                                             | 괴산군      | 국도 제34호선 구간 괴산 방면 연장 305m 청주 방면 연장 310m |                                                                |
| 적석3교                                        |                                                                             | 괴산군      | 국도 제34호선 구간                                         |                                                                |
| 적석 교차로 (적석교)                           | 연풍로                                                                      | 괴산군      | 국도 제34호선 구간 연풍 나들목과 연결                      |                                                                |
| 삼풍교 연풍2교                                 |                                                                             | 괴산군      | 국도 제34호선 구간                                         |                                                                |
| 연풍IC 교차로                                  | 국도 제3호선 국도 제34호선 (중원대로)                                       | 괴산군      | 국도 제34호선 구간                                         |                                                                |

## 주요 건물 및 시설
- 오창중앙병원 (충청북도 청주시 청원구 오창읍 중부로 683)
- 충북인삼농협 (충청북도 증평군 증평읍 중부로 2459)
- 미래병원 (충청북도 증평군 증평읍 중부로 2465)